# River Greta (vattendrag i Storbritannien, lat 54,15, long -2,60)
River Greta är ett vattendrag i Storbritannien.   Det ligger i riksdelen England, i den centrala delen av landet, 300 km nordväst om huvudstaden London.